# Виктория (футбольный клуб, Санкт-Петербург)
«Виктория» — футбольный клуб в Санкт-Петербурге, основанный в 1894 году членами английской и немецкой колоний Васильевского острова.
Некоторые факты о клубе:
- В 1901—1908 годах выступал в Петроградской футбольной лиге.
- В 1903 году стал чемпионом Санкт-Петербурга (обладателем осеннего кубка).
- В 1901, 1902, 1906 и 1908 годах занимал 2-е место.
- Команда отличалась интернациональным составом: в клубе играли русские, англичане, немцы и датчане.
- Постоянного поля команда не имела, играла либо на плацу Первого кадетского корпуса на Васильевском острове, либо на территории владений князя С. К. Белосельского-Белозерского на Крестовском острове.
- Коллектив был среди основателей Российского общества футболистов-любителей (альтернативной городской лиги).
- Прекратил существование в 1912 году.
- Основана в 1894 г. Окончательный состав команды сформировался к 1900 г., куда входили преимущественно представители немецкой диаспоры Санкт-Петербурга. Постоянного поля команда не имела, играя либо на плацу Первого кадетского корпуса на Васильевском острове, либо на территории владений князя С. К. Белосельского-Белозерского на Крестовском острове. Чемпион города 1903 г. Команда отличалась интернациональным составом (в клубе играли русские, англичане, немцы т датчане). Виктория поддержала уход английских клубов из лиги в 1908 г. Коллектив был среди основателей Российского общества футболистов-любителей(альтернатив-ной городской лиги). Команда просуществовала до начала 1912 г., так полноценно и не вернувшись в состав участников Санкт-Петербургской футбол-лиги. Известные игроки: Михаил Григорьев — автор первого гола в истории сборной Санкт-Петербурга Адольф и Вильгельм Лауманы — первые известные братья-футболисты в городе и легкоатлеты Р. Л. Голдарбейтар — редактор-издатель первой футбольной газеты страны -газета «Футболист» Эгон Петерсон-футболист сборной города, первый футболист в истории сборной Санкт-Петербурга не из России, Англии или Германии Петр Борейша — вратарь сборной Российской империи
- Все ФУТБОЛИСТЫ клуба : • Берг • Бергман Ф. • Биркс • Бирс Г. • Борейша Пётр Исидорович • Браун Василий Германович • Браун Герман Васильевич • Будзинский Владимир Брониславович • Бутусов Василий Павлович • Валлиот Н. • Валлиот П. • Варбург • Вардроппер Алексей Васильевич • Вардроппер Фёдор Васильевич • Васюточкин А. И. • Витман И. • Витман П. • Ганзен Александр Вильгельмович • Гартен • Гартен Э. И. • Гейльман Иоганн Густавович • Гессе В. • Говард Чарльз (Карл) Эбенизорович • Годе • Гольдарбайтер Осип (Иосиф) Львович • Григорьев Леонид Артемьевич • Григорьев Михаил Артемьевич • Грюнервальд Николай Карлович • Гюлих Александр Эмильеыич • Гюлих Альфред Эмильевич • Джонсон • Диксон • Доблер Борис Альфредович • Дурнякин Владимир Иванович • Зарубин … Иванович • Зееберг • Иванов • Кнопмус Альфред Максович • Коатс • Колайко Александр Фёдорович • Кристоферсен Оскар Карлович • Лапшин Евгений Иванович • Лауман Адольф Эдуардович • Лауман Альберт Эдуардович • Лауман Вольдемар (Владимир) Эдуардович • Лаутер К. В. • Лунд Владимир Оскарович • Манжо Виктор Николаевич • Мейер Ф. • Моллиньи • Петерсен Эгон Енсович • Петерсен Ялмар Енсович • Пич • Плац Ричард Ричардович • Поллиц Д. И. • Рейт Морис • Рейт Фредерик (Фёдор Фёдорович) • Росс Людвиг Егорович • Сальбом Эрнест Карлович • Сериков А. • Серк О. Петрович • Серпис • Суворов С. • Сулоев А. Е. • Турков Николай Кузьмич • Фоттергиль • Шарф И. Ф. • Шатров Н. М. • Шауб • Шахт Фёдор Германович • Шепердсон • Шульц • Эбсворт Фёдор Егорович • Эренбург • Эссенсон Виктор Эрнестович • Якобсон («Ян») Р. • Ярков Георгий Григорьевич